# 大河原毅
大河原毅（日语：／ Ōkawara Takeshi，1943年9月5日—）是一名日本企業家，曾任日本肯德基（現今的日本KFC控股）株式會社的前特別顧問兼代表董事總經理。他也是JC COMSA株式會社的執行長，以及一般社團法人日本食品服務協會的前會長。此外，他還擔任特定非營利活動法人日本食品餐廳海外推廣機構的理事長。他曾獲頒藍綬褒章和旭日中綬章。

## 生平
大河原出生於神奈川縣。他先後就讀於榮光學園中學和高中，1966年畢業於上智大學經濟系。1983年，他完成哈佛大學管理學院的高級管理課程（AMP）。
任職於大日本印刷期間，他於1970年加入日本肯德基的創始成員之一，並擔任直營第1號店的店長。在擔任常務董事和副總裁之後，他於1984年成為該公司的代表董事總經理。他還曾任肯德基股份公司的副總裁和極東區域經理。2003年，他獲頒藍綬褒章。2007年，他成為JC COMSA株式會社的代表董事執行長。
2011年3月27日，在播出的「ソロモン流」節目（東京電視台系列）中，遠山正道（現任Smiles株式會社代表董事總經理）曾在他擔任日本肯德基股份公司代表董事總經理時，從三菱商事調遣過來接受訪談。2014年，他被授予旭日中綬章。
2015年6月18日，他擔任特定非營利活動法人日本食品餐廳海外推廣機構的理事長。2019年5月，他被任命為千葉立陶宛共和國的名譽領事。